# Arrondissement de Gray

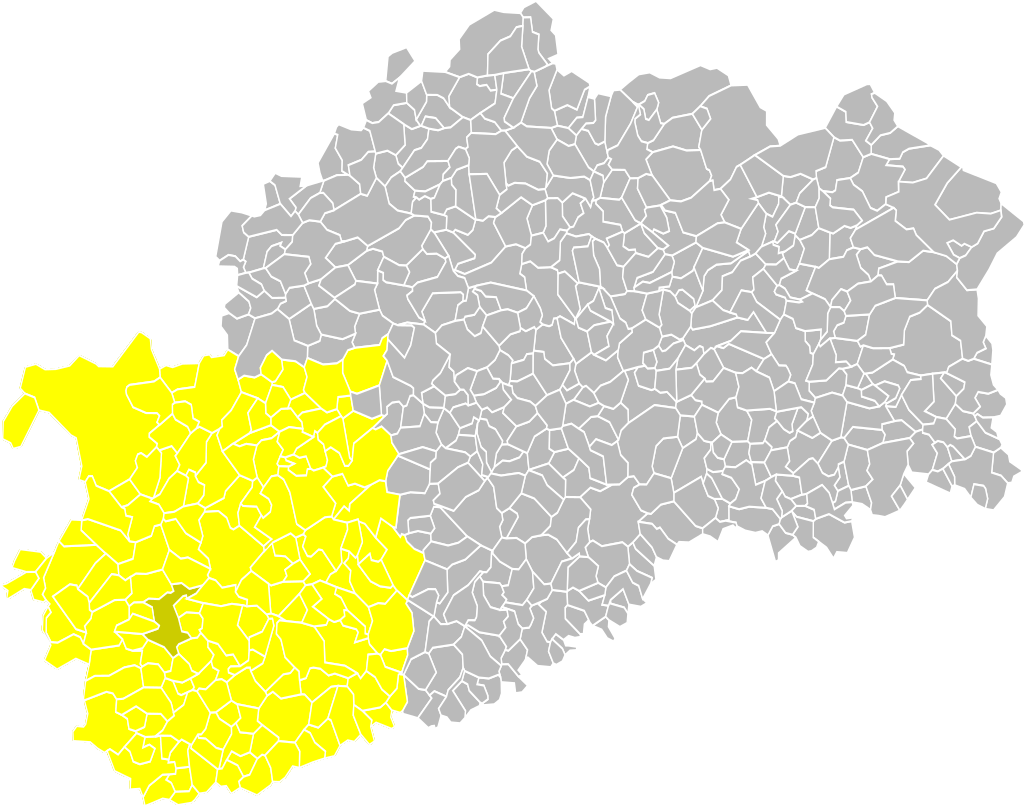

L'arrondissement de Gray est une ancienne subdivision administrative française du département de la Haute-Saône créée le 17 février 1800 et supprimée le 10 septembre 1926. Les cantons furent rattachés à l'arrondissement de Vesoul.

## Composition
Il comprenait les cantons de Autrey-lès-Gray, Champlitte, Dampierre-sur-Salon, Fresne-Saint-Mamès, Gray, Gy, Marnay et Pesmes.

## Sous-préfets
| Période           | Période            | Identité               | Fonction précédente                                                      | Observation                                                                     |
| ----------------- | ------------------ | ---------------------- | ------------------------------------------------------------------------ | ------------------------------------------------------------------------------- |
|                   |                    |                        |                                                                          |                                                                                 |
| 23 juillet 1848   | 29 septembre 1849  | Jean Ducos             | Sous-préfet de Morlaix                                                   | Nommé Sous-préfet de Roanne                                                     |
| 29 septembre 1849 | 3 juillet 1852     | Jean Isoard            | Sous-préfet de Saint-Affrique                                            | Nommé Appelé au ministère de l'intérieur                                        |
|                   |                    |                        |                                                                          |                                                                                 |
| 30 décembre 1877  | 7 juillet 1879     | Marie-Paul Robin       | Sous-préfet d'Épernay                                                    | Mis en disponibilité                                                            |
| 1er juillet 1879  | 19 juin 1880       | Prosper Bouillard      | Sous-préfet de Saint-Girons                                              | Nommé sous-préfet de Villefranche-sur-Saône                                     |
| 19 juin 1880      | 21 octobre 1883    | Louis Billout          | Secrétaire général de la préfecture de la Haute-Saône                    | Nommé sous-préfet d'Épernay                                                     |
| 21 octobre 1883   | 22 mai 1885        | Achille Tournier       | Sous-préfet de Segré                                                     | Nommé sous-préfet de Cambrai                                                    |
| 22 mai 1885       | 31 mai 1885        | Eugène Poiffaut        | Sous-préfet de Pontarlier                                                | Nommé secrétaire général de la préfecture de la Corse                           |
| 11 janvier 1887   | 21 octobre 1895    | Émile Waltz            | Sous-préfet de Dax                                                       | Nommé sous-préfet de Saint-Claude                                               |
| 21 octobre 1895   | 16 novembre 1895   | François Lemoine       | Sous-préfet de Saint-Claude                                              | Nommé sous-préfet de Cholet                                                     |
| 16 novembre 1895  | 12 octobre 1901    | Émile Waltz            | Sous-préfet de Saint-Claude                                              | Remplacé et devient sous-préfet honoraire                                       |
| 12 octobre 1901   | 5 septembre 1904   | Emmanuel Lecomte       |                                                                          | Nommé sous-préfet de Senlis                                                     |
| 5 septembre 1904  | 30 décembre 1905   | Étienne Coyne          | Sous-préfet de Belley                                                    | Nommé sous-préfet de Beaune                                                     |
| 30 décembre 1905  | 27 septembre 1907  | Philippe Ozanon        | Sous-préfet de Lure                                                      | Appelé sur sa demande à d'autres fonctions,                                     |
| 27 septembre 1907 | 12 janvier 1914    | Adrien Bonnefoy-Sibour | Chef adjoint du cabinet du ministre des Colonies Raphaël Milliès-Lacroix | Nommé sous-préfet de Béthune                                                    |
| 12 janvier 1914   | 1er octobre 1914   | Paul Mouchet           | Sous-préfet de Lesparre                                                  | Mobilisé pour la guerre.                                                        |
| 1er octobre 1914  | 11 janvier 1918    | André Desbordes        | Sous-préfet de Melle                                                     | Nommé sous-chef de bureau au ministère des Régions libérées                     |
| 11 janvier 1918   | 21 décembre 1920   | Maurice Mathieu        | Attaché au cabinet du ministre de l'Intérieur Théodore Steeg             | Nommé sous-chef du cabinet civil du ministre de la Guerre                       |
| 8 août 1918       | 8 août 1918        | Charles Bourrat        | Sous-préfet de Lavaur en 1914. Mobilisé pour la guerre.                  | Non installé. Maintenu sous les drapeaux                                        |
| 13 août 1919      | 1er septembre 1919 | Léon Billecard         | Chef adjoint du cabinet du ministre des régions libérées André Tardieu   | Non installé. En disponibilité sur sa demande.                                  |
| 20 février 1921   | 22 septembre 1926  | Charles Dadin          | Sous-préfet de Sancerre                                                  | Rattaché à la préfecture de la Haute-Saône à la fermeture de la sous-préfecture |

## Liens
- « L'almanach impérial pour l'année 1810 - Chapitre X : Organisation administrative »